# 飯田健太郎
飯田健太郎（Iida Kentaro，1998年5月4日—）生於神奈川縣綾瀨市，是一名日本柔道運動員，曾獲得2018年亞洲運動會柔道比賽男子100公斤級項目的冠軍。他也參加了2017年夏季世界大學生運動會。

## 外部連結
- 飯田健太郎的X（前Twitter）
- 飯田健太郎的Instagram帳戶
- JudoInside.com